# Сахапта
Сахапта — село в Назаровском районе Красноярского края России. Административный центр Сахаптинского сельсовета.

## География
Село расположено в 40 км к югу от райцентра Назарово.

## Население
| 2010 |
| ---- |
| 1191 |

Гендерный состав
По данным Всероссийской переписи населения 2010 года 584 мужчины и 607 женщин из 1191 чел.